# Nageki no Kenkō Yūryōji
Nageki no Kenkō Yūryōji (jap. 嘆きの健康優良児, dt. etwa: „ein jammervolles Kind mit perfekter Gesundheit“, auch bekannt als engl. F³: Frantic, Frustrated & Female) ist ein pornografischer Manga (Hentai) von Wan’yan Aguda. 1994 wurde er als OVA adaptiert.

## Inhalt
Ein junges Mädchen entdeckt ihre Vorliebe für Sex. Sie hat einen Freund, den sie von Herzen liebt, doch er schafft es einfach nicht, sie zum Orgasmus zu bringen. Erst denkt sie sich nichts dabei. Allein in ihrem Zimmer beginnt sie sich selbst zu stimulieren, doch auch so kommt sie nicht ans Ziel. Sie vertraut sich ihrer Freundin an und nun beginnt eine stressige Zeit. Im Laufe der Handlung wird versucht, das Mädchen endlich zum Höhepunkt zu bewegen, damit auch sie endlich die Freuden eines Orgasmus erfährt.

## Veröffentlichung
Der Debüt-Manga von Wan’yan Aguda von 1988 bis 1994 zunächst bei Fujimi Shuppan in fünf Bänden. Später erschien ab 1998 eine Aizōban-Neuauflage bei Sōryūsha.

## Anime-Adaption
1994 produzierte AIC eine Anime-Adaption des Mangas, die aus drei Teilen zu je 30 Minuten besteht. Regie führte Masakazu Akan, das Charakterdesign entwarf Kōji Hamaguchi und künstlerischer Leiter war Hitoshi Nagao. Der Anime wurde als Original Video Animation von Pink Pineapple veröffentlicht. Der Anime wurde auch ins Spanische und Englische übersetzt.
| Rolle        | japanischer Sprecher (Seiyū) |
| ------------ | ---------------------------- |
| Reid Hershel | Akira Ishida                 |
| Meredy       | Omi Minami                   |